# An tức cù đèn
An tức cù đèn (Styrax crotonoides) là một loài thực vật thuộc họ Styracaceae. Loài này có ở Malaysia và Singapore.